# دانيال شيرمان
دانيال شيرمان (بالإنجليزية: Daniel Sherman)‏ هو محامي وقاضي وسياسي أمريكي، ولد في 1721. انتخب عضو مجلس نواب كونيتيكت.